# 駐杜拜臺北商務辦事處
駐杜拜臺北商務辦事處，亦稱駐杜拜辦事處，是中華民國政府派駐阿拉伯联合酋长国第一大城杜拜的代表機構。
辦事處負責推動臺灣與阿拉伯聯合大公國之間的雙邊關係，以及辦理護照、簽證、文件證明、大陸人士赴臺等领事相關業務，並提供僑民服務與旅外國人急難救助，功能等同邦交國的總領事館。館務轄區為厄立特里亚、伊朗、索马里等國家。

## 歷史[9]
1979年5月1日，中華民國於阿拉伯聯合大公國第一大城設立駐杜拜名譽領事館。
1980年7月11日，升格為駐杜拜名譽總領事館。
1984年11月1日，阿聯與中华人民共和国建交。1988年5月，阿聯同意將名譽總領事館改制為中華民國駐阿拉伯聯合大公國杜拜商務辦事處（Commercial Office of the Republic of China to Dubai, United Arab Emirates），是少數在非邦交國使用中華民國國號的駐外機構。
2017年6月14日，中華民國外交部表示，因受到中國大陸施壓，已改名駐杜拜台北商務辦事處（The Commercial Office of Taipei, Dubai, U.A.E.）。

## 事件
2022年3月，臺灣YouTuber「好棒Bump」拍攝影片指出，2021年12月在杜拜營救因博弈公司誘騙至當地工作而受困的臺灣男子時，過程中為了幫其申請臨時護照，尋求駐杜拜辦事處協助卻被拒絕或拖延。對此，外交部亞西及非洲司數次予以否認並澄清，最後向積極提供救援、協助宣導反詐騙的人士表達感謝。

## 外部連結
- 駐杜拜臺北商務辦事處的Facebook、Twitter